# Pseudosetipinna
Pseudosetipinna is een monotypisch geslacht van straalvinnige vissen uit de familie van ansjovissen (Engraulidae).

## Soort
- Pseudosetipinna haizhouensis Peng & Zhao, 1988